# Rezervația naturală Pogănești
Pogănești este o rezervație naturală silvică în raionul Hîncești, Republica Moldova. Este amplasată la vest de satul Sărata-Răzeși (raionul Leova), ocolul silvic Cărpineni, Pogănești-II, parcela 14, subparcelele 1, 4-7. Are o suprafață de 203 ha. Obiectul este administrat de Gospodăria Silvică de Stat Hîncești.